# Bladtjärnen (Stora Tuna socken, Dalarna)
Bladtjärnen är en sjö i Borlänge kommun i Dalarna och ingår i Dalälvens huvudavrinningsområde.